# Otakar Jedlička
Otakar Jedlička (22. prosince 1845, Hořiněves – 27. června 1883, Smiřice) byl český lékař, novinář a spisovatel. Od studentských let přispíval do většiny českých časopisů prózami, vesměs nepříliš originálními a silně inspirovanými příkladem známých spisovatelů. Podrobně zpracoval dějiny bojů v Čechách r. 1866. Byl aktivním členem Sokola. Současníci jej oceňovali pro obětavou vlasteneckou práci i osobní vlastnosti.

## Život
Narodil se 22. prosince 1845 v Hořiněvsi jako syn lékaře. Nižší školy studoval v Broumově, poté absolvoval gymnázium v Hradci Králové. Roku 1861 se tam spřátelil s o deset let starším spisovatelem Josefem Barákem.
V roce 1865 odešel do Prahy, kde byl přijat na lékařskou fakultu. Brzy ho ale postihla rodinná tragédie – zemřel mu otec a tím ztratil zdroj příjmu. Nezbylo mu než si přivydělávat doučováním a novinářstvím, což mělo nepříznivý vliv na jeho studijní výsledky. Na druhou stranu, i s pomocí Josefa Baráka, se zde začala rozvíjet jeho literární tvorba.
V Praze rovněž vstoupil do Sokola a byl v této organizaci velmi aktivní. V letech 1872-5 byl praporečníkem, roku 1873 byl zvolen do výboru správního a zábavního.
Roku 1876 přijal místo lékaře v Kutné Hoře a o dva roky později ve Smiřicích. Zde roku 1882 obětavě pomáhal při epidemii neštovic. V témže roce onemocněl a určitou dobu se léčil v Piešťanech.
V únoru 1883 se při cestě k nemocnému nachladil a na následky nemoci (zánět pohrudnice následovaný tuberkulózou) zemřel ve Smiřicích 27. června téhož roku.
Byl oceňovaný pro přátelskou povahu, obětavé vlastenectví a lidumilnost. Na pohřeb mu přišlo asi deset tisíc lidí, zejména z blízkého okolí, Hradce Králové a Jaroměře.

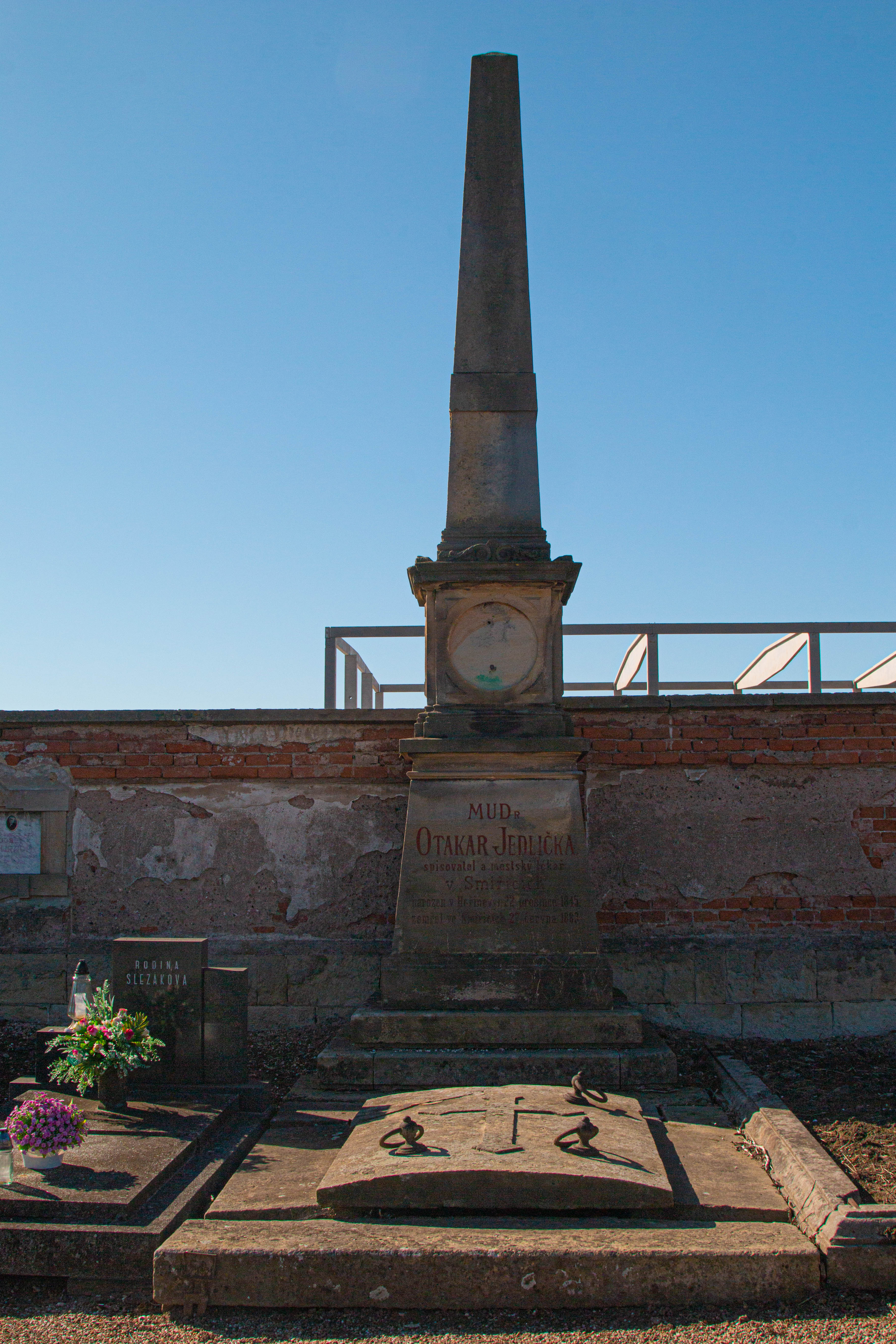
hrob Otakara Jedličky na hřbitově ve Smiřicích

## Dílo
Literární prvotiny uveřejnil roku 1864 v Nerudově časopisu Rodinná knihovna. Poté přispíval do většiny českých novin a časopisů, jako např. Národní listy, Národní pokrok, Svoboda, Květy, Světozor aj. Měl obdiv k předním vlasteneckým spisovatelům a snažil se napodobovat jejich styl, neusiloval příliš o uměleckou individualitu. Přispíval i do časopisu Sokol a Sokolského sborníku.
Roku 1866 se stal svědkem bitvy u Hradce Králové. Zprávy z bojiště posílal do Národních listů. Ze svých zážitků i ze studia historických pramenů pak dlouhá léta tvořil své nejvýznamnější dílo, Boje v Čechách a na Moravě za války roku 1866. Dokončil je až těsně před smrtí.
Byl rovněž autorem životopisných studií o Janu Žižkovi, Josefu Jungmannovi a Josefu Barákovi.
Z jeho umělecké prózy mají větší význam Novelety (1874 s reedicemi), vyznačující se bohatým citem a lahodnou formou. Knižně rovněž vyšla Pomněnka z hor.